# 浪乃花教天
浪乃花 教天（なみのはな かずたか、1969年3月19日 - ）は、青森県南津軽郡浪岡町（現：青森市）出身で二子山部屋に所属した元大相撲力士。本名は工藤 和博（くどう かずひろ）。現役時代の体格は178cm、135kg。最高位は東小結（1995年3月場所）。得意手は突き、押し。血液型はO型。

## 来歴
農家の三男として生まれ、浪岡町立野沢小学校時代は相撲大会で常に優勝し、3年生の時には4年生の部で優勝するなど活躍した。浪岡中学校時代は相撲から離れて陸上部で活躍し、将来は体育教員を志していた。しかし、中学校3年の時に家へ訪ねて来た10代二子山（元横綱・初代若乃花）から勧誘され、中学校卒業後に二子山部屋へ入門。1984年5月場所で初土俵を踏んだ。
幕下時代の1989年1月場所、本名の工藤から浪ノ花に改名。体格は良くなかったが持ち前の負けん気と稽古が実り、1990年11月場所で新十両に昇進。その後、一時幕下に落ちたものの盛り返して、1992年9月場所で新入幕を果たしたが、以降しばらくの間は幕内と十両を往復する状況が続く。その期間中、十両優勝を2回記録しており、その間に当たる1994年3月場所には浪乃花に改名している。
4度目の入幕となった1994年11月場所では、10勝5敗と2桁勝利を記録し、生涯唯一の三賞となる敢闘賞を受賞。なお同場所では、浪乃花が千秋楽の取組でもし負けていたら、史上初の三賞受賞者無しになるところであったが、それから24年後の平成30年9月場所は三賞制度が制定されてから初めて殊勲、敢闘、技能の各賞受賞者が該当者ゼロに終わった。
1995年3月場所では、最高位となる東小結に進んだ。だが、6勝9敗と3点負け越し、三役経験はこの場所のみで終わっている（浪乃花は、三役以上との対戦経験が一度もないまま小結に昇進したが、これはとても珍しい事例であった）。突き押しを得意手とした取り口は、志に溢れて気風が良く、特に相手をぐっと睨みつける厳しい仕切りには人気があった。この所作は横綱・千代の富士を髣髴とさせ、相撲雑誌で「ミニウルフ」とニックネームが付けられた事がある。
浪之花に改名して迎えた1996年3月場所での魁皇戦に於いて左肘を痛め、この負傷が相撲人生にとって致命傷となり、ついに二度と勝ち越せなかった。同場所から6場所連続負け越したことにより、1997年3月場所では幕下にまで陥落してしまった。そして、同場所初日の取組を最後に27歳で引退。年寄名跡を取得できなかったため、引退後、直ちに日本相撲協会から去った。
その後料理店を経営し、東京都港区西麻布（最寄駅は乃木坂）で、ちゃんこ鍋料理の店「天海地」を経営していた。2013年3月22日をもって西麻布店を閉店し、4月上旬から門前仲町で新たな「天海地」を経営していたが、こちらも2016年9月末に閉店した。またその一方で、J Sports ESPN『劇戦!大相撲』の解説者も務めている。尚、「天海地」の店名は現役時代「工藤」の本名から「天下一」を捩って、自身で考えていた四股名だったが、師匠に申し出る前に「浪ノ花」への改名届が出たと言うエピソードがある。その他、現役後半の「浪之花教隆」は現役時代、仲の良かった同門の幕下力士で廃業後に早世した親友の名前を盛り込んだものだと言う。
元横綱・初代若乃花の10代二子山が育てた最後の幕内力士で、師匠交代後に三役昇進を果たしたが、最初の関取は二子岳、最後の関取は浪之花（当時・浪乃花）で奇しくも、共に最高位は小結である。
師匠･10代二子山の停年により1993年2月に二子山部屋と藤島部屋が合流、12代藤島(元大関･貴ノ花)が11代二子山を襲名し二子山部屋を継承した。同時に同年5月場所後、12代荒磯(元小結･二子岳)が二子山部屋から分家独立し、荒磯部屋を創設することが決定し、浪ノ花は荒磯部屋への転籍を希望し、10代二子山に直訴したが「髷を切ってから行け」と話に取り合わなかった為、二子山部屋に残留することとなったという。なお、10代二子山の弟子で荒磯部屋へ転籍が認められた力士は、荒磯と同行する15代尾上(元前頭･飛騨乃花)の甥に当たる序二段･平林(後の幕下･荒慧)1名のみであった。

## 略歴
- 1984年（昭和59年）5月場所 - 初土俵。
- 1990年（平成2年）11月場所 - 新十両。
- 1992年（平成4年）9月場所 - 新入幕。
- 1994年（平成6年）11月場所 - 10勝5敗と大勝ちし、生涯唯一の三賞（敢闘賞）を受賞。
- 1995年（平成7年）3月場所 - 自己最高位の東小結に昇進するも、6勝9敗と負け越す。
- 1997年（平成9年）3月場所 - 引退。

## 主な戦績
- 通算成績：423勝402敗10休 勝率.513
- 幕内成績：117勝153敗 勝率.433
- 現役在位：78場所
- 幕内在位：18場所
- 三役在位：1場所（小結1場所）
- 三賞：1回
  - 敢闘賞：1回（1994年11月場所）
- 各段優勝
  - 十両優勝：2回（1994年1月場所、1994年9月場所）

### 場所別成績
| | 一月場所 初場所（東京） | 三月場所 春場所（大阪） | 五月場所 夏場所（東京） | 七月場所 名古屋場所（愛知） | 九月場所 秋場所（東京） | 十一月場所 九州場所（福岡） |
| --- | ----------------------- | ----------------------- | ----------------------- | --------------------------- | ----------------------- | --------------------------- |
| 1984年 （昭和59年） | x                       | x                       | 番付外 2–1              | 西序ノ口50枚目 4–3          | 東序ノ口9枚目 3–4       | 東序ノ口16枚目 5–2          |
| 1985年 （昭和60年） | 東序二段107枚目 3–4     | 西序二段119枚目 6–1     | 東序二段49枚目 4–3      | 東序二段24枚目 5–2          | 西三段目88枚目 2–5      | 東序二段12枚目 3–4          |
| 1986年 （昭和61年） | 西序二段27枚目 6–1      | 西三段目69枚目 3–4      | 東三段目83枚目 6–1      | 西三段目28枚目 2–5          | 西三段目56枚目 4–3      | 東三段目39枚目 5–2          |
| 1987年 （昭和62年） | 西三段目13枚目 2–5      | 西三段目34枚目 4–3      | 東三段目20枚目 5–2      | 東幕下58枚目 2–5            | 西三段目23枚目 3–4      | 東三段目39枚目 5–2          |
| 1988年 （昭和63年） | 東三段目15枚目 4–3      | 西三段目筆頭 5–2        | 東幕下42枚目 6–1        | 西幕下20枚目 2–5            | 西幕下39枚目 5–2        | 西幕下22枚目 2–5            |
| 1989年 （平成元年） | 西幕下41枚目 6–1        | 東幕下19枚目 4–3        | 西幕下12枚目 5–2        | 東幕下4枚目 0–3–4           | 西幕下39枚目 3–4        | 西幕下51枚目 5–2            |
| 1990年 （平成2年） | 西幕下34枚目 4–3        | 西幕下27枚目 4–3        | 西幕下16枚目 6–1        | 西幕下4枚目 4–3             | 東幕下3枚目 5–2         | 東十両12枚目 10–5           |
| 1991年 （平成3年） | 西十両4枚目 5–10        | 西十両10枚目 6–9        | 西十両12枚目 8–7        | 西十両8枚目 6–9             | 西十両9枚目 5–10        | 西幕下2枚目 5–2             |
| 1992年 （平成4年） | 西十両11枚目 10–5       | 西十両6枚目 9–6         | 東十両2枚目 6–9         | 西十両4枚目 10–5            | 東前頭15枚目 6–9        | 西十両筆頭 10–5             |
| 1993年 （平成5年） | 東前頭14枚目 10–5       | 東前頭7枚目 5–10        | 西前頭13枚目 4–11       | 東十両5枚目 9–6             | 西十両2枚目 8–7         | 西十両筆頭 6–9              |
| 1994年 （平成6年） | 東十両6枚目 優勝 11–4   | 西十両筆頭 9–6          | 西前頭15枚目 6–9        | 東十両2枚目 8–7             | 西十両筆頭 優勝 10–5    | 東前頭15枚目 10–5 敢        |
| 1995年 （平成7年） | 東前頭7枚目 9–6         | 東小結 6–9              | 東前頭2枚目 6–9         | 西前頭4枚目 4–11            | 東前頭11枚目 8–7        | 東前頭5枚目 6–9             |
| 1996年 （平成8年） | 東前頭9枚目 9–6         | 西前頭筆頭 6–9          | 西前頭3枚目 7–8         | 東前頭4枚目 3–12            | 西前頭11枚目 7–8        | 東前頭14枚目 5–10           |
| 1997年 （平成9年） | 東十両4枚目 3–12        | 東幕下筆頭 引退 0–1–6   | x                       | x                           | x                       | x                           |
| 各欄の数字は、「勝ち-負け-休場」を示す。 優勝 引退 休場 十両 幕下 三賞：敢=敢闘賞、殊=殊勲賞、技=技能賞 その他：★=金星 番付階級：幕内 - 十両 - 幕下 - 三段目 - 序二段 - 序ノ口 幕内序列：横綱 - 大関 - 関脇 - 小結 - 前頭（「#数字」は各位内の序列） |                         |                         |                         |                             |                         |                             |

### 幕内対戦成績
| 力士名 | 勝数 | 負数 | 力士名   | 勝数 | 負数 | 力士名   | 勝数 | 負数 | 力士名   | 勝数 | 負数 |
| ------ | ---- | ---- | -------- | ---- | ---- | -------- | ---- | ---- | -------- | ---- | ---- |
| 蒼樹山 | 3    | 1    | 曙       | 0    | 3    | 朝乃翔   | 3    | 2    | 朝乃若   | 3    | 7    |
| 旭里   | 1    | 0    | 旭豊     | 1    | 2    | 小城錦   | 6    | 2    | 小城ノ花 | 5    | 0    |
| 魁皇   | 0    | 5    | 春日富士 | 3    | 3    | 巌雄     | 2    | 0    | 北勝鬨   | 5    | 6    |
| 旭豪山 | 1    | 0    | 旭鷲山   | 0    | 1    | 旭道山   | 4    | 4    | 鬼雷砲   | 2    | 1    |
| 霧島   | 3    | 0    | 起利錦   | 0    | 1    | 久島海   | 2    | 1    | 剣晃     | 5    | 4    |
| 琴稲妻 | 1    | 3    | 琴ヶ梅   | 1    | 0    | 琴椿     | 2    | 0    | 琴錦     | 1    | 2    |
| 琴ノ若 | 4    | 5    | 琴富士   | 1    | 4    | 琴別府   | 10   | 1    | 琴龍     | 1    | 2    |
| 小錦   | 5    | 3    | 敷島     | 0    | 3    | 大至     | 4    | 3    | 大翔鳳   | 3    | 6    |
| 大翔山 | 0    | 1    | 大善     | 0    | 3    | 大飛翔   | 1    | 1    | 貴ノ浪   | 0    | 1    |
| 立洸   | 0    | 1    | 玉海力   | 0    | 1    | 玉春日   | 1    | 2    | 寺尾     | 5    | 7    |
| 時津洋 | 3    | 3    | 土佐ノ海 | 0    | 4    | 栃乃藤   | 0    | 2    | 栃乃和歌 | 4    | 7    |
| 濱ノ嶋 | 1    | 3    | 肥後ノ海 | 3    | 4    | 日立龍   | 0    | 1    | 舞の海   | 4    | 3    |
| 水戸泉 | 3    | 6    | 湊富士   | 2    | 5    | 武蔵丸   | 0    | 6    | 武双山   | 0    | 4    |
| 力櫻   | 1    | 1    | 両国     | 1    | 0    | 和歌乃山 | 0    | 1    |          |      |      |

## 改名歴
- 工藤 和博（くどう かずひろ）1984年7月場所-1988年11月場所
- 浪ノ花 和博（なみのはな -）1989年1月場所-1994年1月場所
- 浪乃花 教天（- かずたか）1994年3月場所-1996年1月場所
- 浪之花 教隆（- かずたか）1996年3月場所-1997年3月場所（引退）